# Rauco
Rauco is een gemeente in de Chileense provincie Curicó in de regio Maule. Rauco telde 10.484 inwoners in 2017 en heeft een oppervlakte van 309 km².